# Maude Karlén
Maude Astrid Karlén (Stoccolma, 25 novembre 1932) è un'ex ginnasta svedese.

## Palmarès

### Olimpiadi
- 1 medaglia:
  - 1 argento (Melbourne 1956 a squadre)